# Peter Green (musicien)
Pour les articles homonymes, voir Peter Green et Green.
Peter Allen Greenbaum, dit Peter Green, né le 29 octobre 1946 à Bethnal Green (Londres) et mort le 25 juillet 2020 à Canvey Island, est un guitariste et compositeur britannique de blues et rock.

## Biographie

### Débuts
Peter Green fait ses débuts en tant que musicien en 1966 au sein des Peter B's Looners, groupe formé par Peter Bardens (ex-accompagnateur de Van Morrison avec le groupe Them et futur Camel), avec lequel il enregistre un single. Dans cette formation, il côtoie notamment le batteur Mick Fleetwood.

### John Mayall's Bluesbreakers
En juillet 1966, après quelques remplacements ponctuels sur scène, John Mayall propose à Peter Green de remplacer définitivement Eric Clapton au sein de ses Bluesbreakers, où il ne tarde pas à retrouver Mick Fleetwood. Peter Green ne reste qu'une seule année dans la formation de John Mayall, le temps d'enregistrer l'album A Hard Road, une authentique réussite où il démontre toute l'étendue de son talent de guitariste, notamment dans deux pièces instrumentales : The Stumble et Supernatural.

### Fleetwood Mac

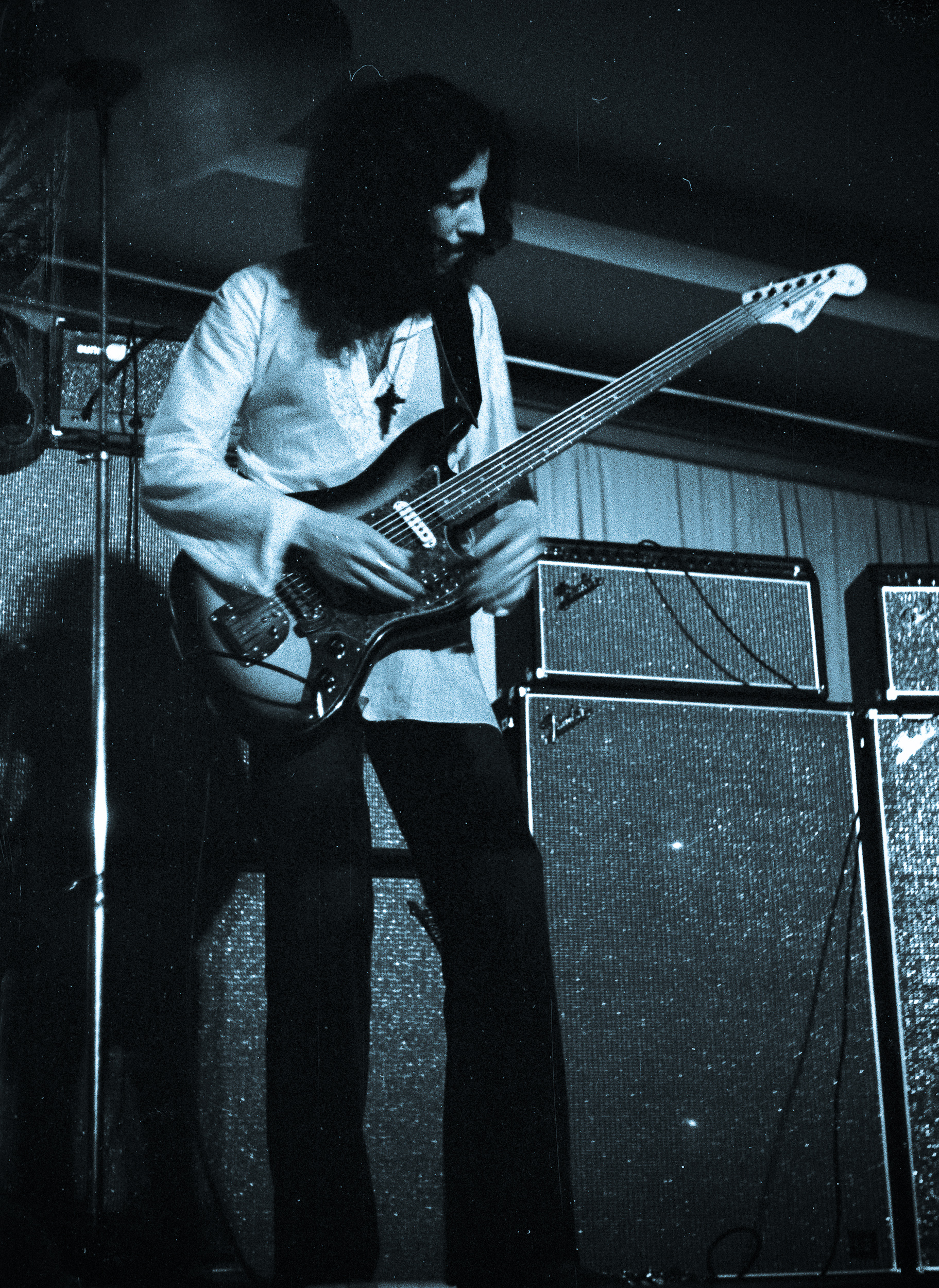
Peter Green avec Fleetwood Mac utilisant une Fender VI en 1970.

En septembre 1967, Peter Green quitte John Mayall et part fonder Fleetwood Mac en compagnie de Mick Fleetwood et de John McVie, également un musicien des Bluesbreakers. De 1967 à 1970, sous l'impulsion de Peter Green, Fleetwood Mac va être l'un des groupes majeurs de la scène rock/blues. Guitariste virtuose, au style très fluide, Peter Green se révèle également un compositeur très inspiré. On lui doit notamment la chanson Black Magic Woman, immortalisée plus tard par Carlos Santana, dans une version quelque peu différente, inspirée par la chanson Who’s Been Talkin de Howlin Wolf préfigure le titre Gypsy Queen de Peter Green, composition popularisée par Carlos Santana.
Alors que Fleetwood Mac est à son apogée au début de 1970, la santé mentale de Peter Green devient préoccupante. Personnalité complexe et torturée, il vit mal son statut naissant de super-star. Il cherche le réconfort dans la religion, mais également dans les paradis artificiels, ce qui ne fait que détériorer un peu plus son état. Peter Green aurait ainsi eu la vision d'un ange qui lui aurait demandé de consacrer les recettes du groupe à la paix dans le monde. C'est à la suite de cette vision qu'il écrit Green Manalishi. En mai 1970, il quitte brutalement le groupe, pour enregistrer un album solo instrumental au titre prémonitoire : The End of The Game ("game" : jeu de mots, signifie en même temps le "jeu" et le "gibier"… La pochette montre un léopard, tout croc dehors, dernière vision d'une proie face à son prédateur).

### Post-Fleetwood Mac
Peter Green abandonne alors la musique. Pris dans une spirale mystique, il vend ses biens, puis est un temps interné en hôpital psychiatrique. Il cumule les petits boulots durant plusieurs années, dont celui de fossoyeur.
Il refait surface en 1979 avec l'album In The Skies, très chaleureusement accueilli par la critique. Mais après quelques autres albums de qualités inégales, il sombre à nouveau dans une longue dépression et la schizophrénie.

### Splinter Group
Il faut ensuite attendre plus d'une dizaine d'années pour retrouver la trace de Peter Green, qui sort de son silence au milieu des années 1990. Poussé par Nigel Watson, il fonde alors le Splinter Group, à la tête duquel il joue du soft-blues[Quoi ?]. Splinter Group a enregistré de nombreux albums et continue de se produire régulièrement sur scène. Les fans ont énormément critiqué ce groupe, car Peter Green n'y chantait pas et n'était pas guitariste soliste, se contentant d'un rôle de second plan.
Il semble alors avoir recouvré la santé, tant psychique que physique. Le groupe se porte bien, il comprend entre autres Nigel Watson, chanteur, guitariste. Peter Green Splinter Group, Soho session, Hot foot powder, Reaching the cold 100, ou Destiny road sont de belles réussites. Le groupe se sépare en 2004, à la suite d'un différend entre un organisme de tutelle et le groupe.
Une compilation de l'œuvre de Peter Green a été éditée en octobre 2008 : elle regroupe sur 4 CD l'essentiel de ce guitariste, une bible pour les amoureux de ce légendaire bluesman et instrumentiste. Quelques concerts de promotion furent organisés en 2009, avec une nouvelle formation, Peter Green and Friends, où Peter Green retrouve une place de soliste mais a perdu beaucoup de sa technique. L'artiste a repris une Les Paul en 2009, presque 20 ans après l'avoir abandonnée, comme l'illustre son concert au Bluesgarage (Allemagne). De 2010 à son décès, il utilise un modèle "Collectors Choice" basé sur la guitare qu'il utilisait au milieu des années 1960.

## Matériel

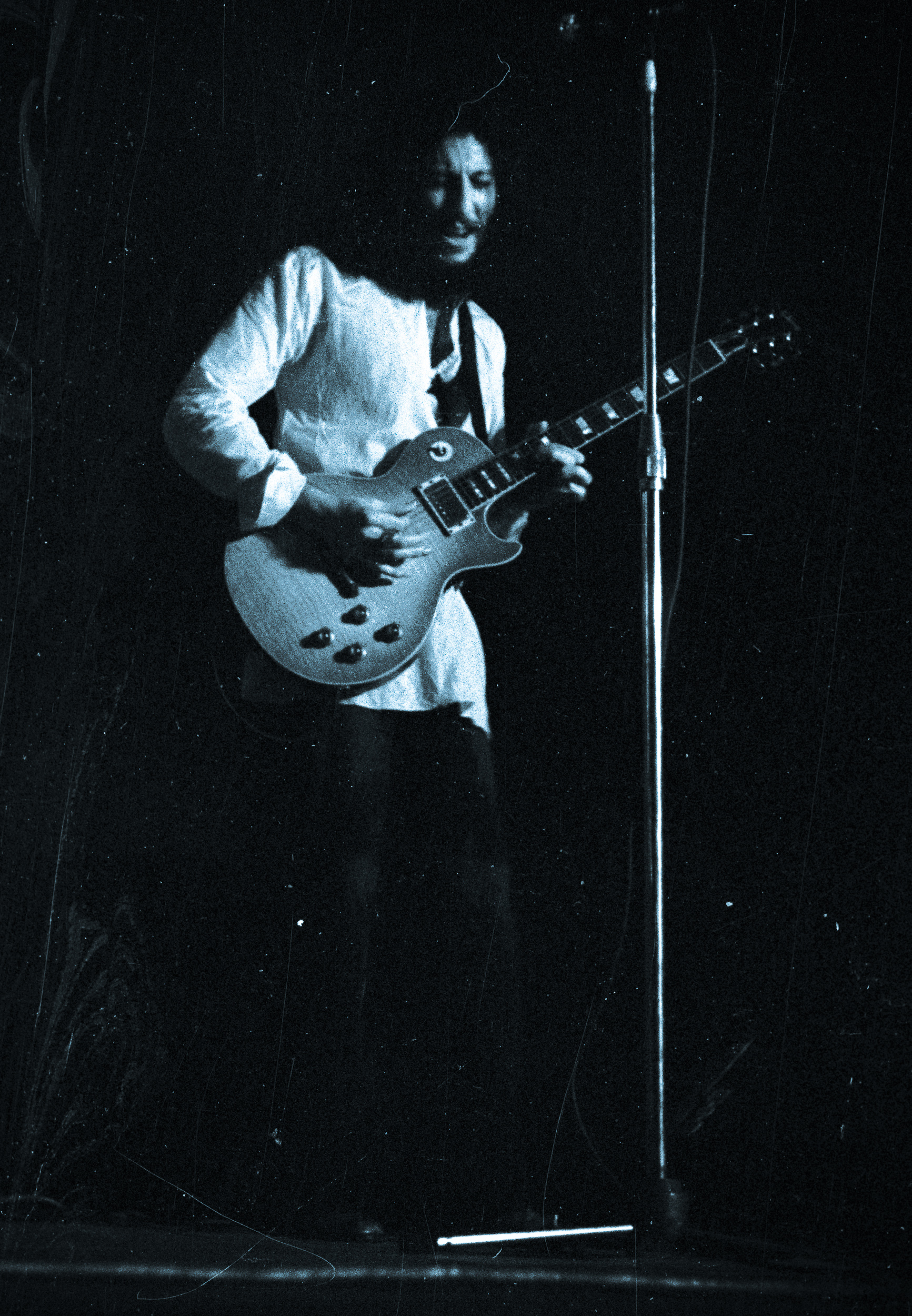
Peter Green avec sa Gibson Les Paul en 1970.

### Guitares
Au début de sa carrière, Peter Green utilise une Harmony Meteor.
Sa guitare principale au sein de Fleetwood Mac était une Gibson Les Paul de 1959. Il commença à l'utiliser lorsqu'il jouait pour John Mayall. Cette guitare disposait d'un son nasal, car les humbuckers étaient hors phase dans la position du milieu. Cette guitare fut utilisée pour enregistrer les morceaux tel que Black Magic Woman, Oh Well et The Green Manalishi (With the Two-Prong Crown). Peter vendit cette guitare à Gary Moore pour la somme de 300$. En 2016, Kirk Hammett de Metallica fit acquisition de la guitare pour 2 millions de dollars. Le Custom Shop de Gibson propose un modèle "Collectors Choice" basé sur cette guitare.
On peut également le voir utiliser une Fender VI et une Fender Stratocaster avec Fleetwood Mac.
Puis Peter Green utilise une Fender Stratocaster et une Gibson Howard Roberts Fusion.

### Amplificateurs
Lors des années Fleetwood Mac, Peter Green utilisa principalement des Oranges Matamp, des Matamp et des Fender Dual Showman Reverb,.

## Influence
De nombreux guitaristes ont cité Peter Green comme influence, notamment Gary Moore, Joe Perry d'Aerosmith et Andy Powell de Wishbone Ash.
De nombreuses chansons de Peter Green ont été reprises, notamment par Santana (Black Magic Woman sur l'album Abraxas), Aerosmith, Status Quo, The Black Crowes, Midge Ure, Tom Petty, Judas Priest et Gary Moore, qui enregistra l'album Blues for Greeny, dans lequel il reprend en grande partie des standards de Peter Green sur sa période avec les Bluesbreakers et Fleetwood Mac. Le bluesman français Fred Chapellier a enregistré en 2018  l'album Fred Chapellier Plays Peter Green.
Le 25 février 2020, un concert au Palladium de Londres célèbre les chansons de Peter Green et le Fleetwood Mac original. L'enregistrement est publié en avril 2021 par BMG, sous le titre Mick Fleetwood & Friends celebrate the music of Peter Green and the early years of Fleetwood Mac, avec Dave Bronze, Neil Finn, Noel Gallagher, Billy Gibbons, David Gilmour, Kirk Hammett, Jonny Lang, Andy Fairweather Low, John Mayall, Christine McVie, Ricky Peterson, Jeremy Spencer, Zak Starkey, Pete Townshend, Steven Tyler, Rick Vito, Bill Wyman.

## Discographie

### Avec John Mayall's Bluesbreakers
- A Hard Road (1967)  La réédition 2008 en double cd de cet album contient 22 morceaux bonus en studio (1966-67) sur lesquels Peter Green tient toujours la lead guitare et chante le plus souvent.
- John Mayall’s Bluesbreakesrs – Live in 1967 – Volume 1 and Volume 2 (Forty Below Records 2015 et 1016) Peter Green est le ld-gt sur les 26 mcx et ne chante sur aucun.

### Avec Fleetwood Mac
- Fleetwood Mac (1968)
- Mr. Wonderful (1968)
- English Rose (1969)
- Then Play On (1969)
- Penguin (1973) Sur "Night Watch" (non crédité)
- Tusk (1979) Sur "Brown Eyes" (non crédité)
- Live in Boston: Remastered (1998), triple-album live enregistré en 1970

### Albums solo
- The End of the Game (1970)
- In the Skies (1979)
- Little Dreamer (1980)
- Whatcha Gonna Do? (1981)
- White Sky (1982)
- Kolors (1983)
- A Case for the Blues (with Katmandu) (1984)

### Avec Splinter Group
- Peter Green Splinter Group (1997) Snapper Music SARCD 101
- The Robert Johnson Songbook (1998)
- Soho Session (1998)
- Destiny Road (1999) Snapper Music SMACD 817
- Hot Foot Powder (2000)
- Time Traders (2001)
- Me and the Devil (2001) Snapper Music SMBCD 844 (Coffret Édition Limitée, 3 CD dont 1 d'enregistrements de Robert Johnson)
- Blues Don't Change (2001)
- The Best of Peter Green Splinter Group (2002 compilation)
- Reaching the Cold 100 (2003)